# Mala elektrarna
Mala elektrarna (tudi "mini" elektrarna) je majhna, običajno zasebna elektrarna. Definicije, kaj štejemo med majhne elektrarne, se razlikujejo. V Evropi štejemo med male elektrarne tiste z do 5, 10 ali 20 megavatov moči, v ZDA, Kitajski in Kanadi pa tiste z do 50 megavatov moči. Male elektrarne so običajno hidroelektrarne, vetrne elektrarne ali elektrarne na sončno energijo ali biomaso. Običajno oskrbujejo posamezno gospodinjstvo, podjetje ali manjšo skupnost.